# Euchlorostola anusia
Euchlorostola anusia är en fjärilsart som beskrevs av William Schaus 1924. Euchlorostola anusia ingår i släktet Euchlorostola och familjen björnspinnare. Inga underarter finns listade i Catalogue of Life.